# Englische Cricket-Nationalmannschaft in Neuseeland in der Saison 1987/88
Die Tour der englischen Cricket-Nationalmannschaft nach Neuseeland in der Saison 1987/88 fand vom 12. Februar bis zum 19. März 1988 statt. Die internationale Cricket-Tour war Bestandteil der Internationalen Cricket-Saison 1987/88 und umfasste drei Tests und vier ODIs. Die Test-Serie endete 0–0 unentschieden, die ODI-Serie 2–2.

## Vorgeschichte
Neuseeland spielte zuvor ein Drei-Nationen-Turnier in Australien zusammen mit Australien und Sri Lanka, England spielte eine Tour in Australien.
Das letzte Aufeinandertreffen der beiden Mannschaften fand in der Saison 1986 in England statt.

## Stadien
Die folgenden Stadien wurden für die Tour als Austragungsort vorgesehen.
| Stadion        | Stadt        | Kapazität | Spiele          |
| -------------- | ------------ | --------- | --------------- |
| Eden Park      | Auckland     | 50.000    | 2. Test; 4. ODI |
| Lancaster Park | Christchurch | 38.628    | 1. Test; 2. ODI |
| Carisbrook     | Dunedin      | 29.000    | 1. ODI          |
| McLean Park    | Napier       | 22.500    | 3. ODI          |
| Basin Reserve  | Wellington   | 11.000    | 3. Test         |

## Kaderlisten
Die folgenden Kader wurden von den Mannschaften benannt.
| Test | Test | ODI | ODI |
| Neuseeland | England | Neuseeland | England |
| --- | --- | --- | --- |
| - Stephen Boock - John Bracewell - Ewen Chatfield - Jeff Crowe - Martin Crowe - Trevor Franklin - Mark Greatbatch - Richard Hadlee - Richard Jones - Danny Morrison - Ken Rutherford - Ian Smith - Martin Snedden - Bert Vance - John Wright | - Bill Athey - Chris Broad - David Capel - Phil DeFreitas - Graham Dilley - John Emburey - Neil Fairbrother - Bruce French - Mike Gatting - Eddie Hemmings - Paul Jarvis - Martyn Moxon - Neal Radford - Tim Robinson | - John Bracewell - Ewen Chatfield - Martin Crowe - Mark Greatbatch - Richard Hadlee - Richard Jones - Chris Kuggeleijn - Danny Morrison - Richard Reid - Ken Rutherford - Ian Smith - Martin Snedden - Bert Vance - Willie Watson - John Wright | - Bill Athey - Chris Broad - David Capel - Phil DeFreitas - John Emburey - Neil Fairbrother - Bruce French - Mike Gatting - Paul Jarvis - Martyn Moxon - Neal Radford - Tim Robinson |

## Tests

### Erster Test in Christchurch
| 12. – 17. Februar Scorecard | Christchurch | England 319 (120.1) & 152 (74.1) | – | Neuseeland 168 (81.5) & 130-4 (77) |
|                             |              | Remis                            |   |                                    |

### Zweiter Test in Auckland
| 25. – 29. Februar Scorecard | Auckland | Neuseeland 301 (134.2) & 350-7d (169) | – | England 323 (141.1) |
|                             |          | Remis                                 |   |                     |

### Dritter Test in Wellington
| 3. – 7. März Scorecard | Wellington | Neuseeland 512-6d (197) | – | England 183-2 (79) |
|                        |            | Remis                   |   |                    |

## One-Day Internationals

### Erstes ODI in Dunedin
| 9. März Scorecard | Dunedin | Neuseeland 204 (49.4)         | – | England 207-5 (49.2) |
|                   |         | England gewinnt mit 5 Wickets |   |                      |

### Zweites ODI in Christchurch
| 12. März Scorecard | Christchurch | Neuseeland 186-6 (45/45)      | – | England 188-4 (42.5/45) |
|                    |              | England gewinnt mit 6 Wickets |   |                         |

### Drittes ODI in Napier
| 16. März Scorecard | Napier | England 219 (47.3)               | – | Neuseeland 223-3 (46.3) |
|                    |        | Neuseeland gewinnt mit 7 Wickets |   |                         |

### Viertes ODI in Auckland
| 19. März Scorecard | Auckland | England 208 (50)                 | – | Neuseeland 211-6 (49.2) |
|                    |          | Neuseeland gewinnt mit 4 Wickets |   |                         |